# R
R, r (gọi là e-rờ hoặc rờ) là chữ thứ 18 trong phần nhiều bảng chữ cái dựa trên Latinh và là chữ thứ 22 trong chữ cái tiếng Việt. R có gốc từ chữ Rêš của tiếng Xê-mít khi chữ đó biến thành chữ Rho (ρ) của tiếng Hy Lạp. Từ Rho sang R chỉ cần thêm một gạch.
- Trong bảng mã ASCII dùng ở máy tính, chữ R hoa có giá trị 82 và chữ r thường có giá trị 113.
- R được gọi là Romeo trong bảng chữ cái âm học NATO.
- Trong bảng chữ cái Hy Lạp, R tương đương với Ρ và r tương đương với ρ.
- Trong bảng chữ cái Cyrill, R tương đương với Р và r tương đương với р.

## Toán học
- Tập tất cả các số thực, thường được viết là  hoặc R
- Hệ số tương quan mô-men tích Pearson r trong môn thống kê

## Máy tính
- R (ngôn ngữ lập trình), một môi trường để tính toán thống kê và đồ họa

## Kĩ thuật
- Một điện trở trong mạch điện

## Vật lí, Hóa học, Sinh học
- Röntgen, đơn vị đo lường mức độ phóng xạ ion hóa (như tia X và tia gamma)
- Hằng số Rydberg, hằng số vật lý liên quan đến mức năng lượng của electron trong nguyên tử
- Hằng số khí trong hóa học
- Arginine, một amino acid

| Bảng chữ cái Latinh                                                                         | Bảng chữ cái Latinh       | Bảng chữ cái Latinh       | Bảng chữ cái Latinh       | Bảng chữ cái Latinh       | Bảng chữ cái Latinh       | Bảng chữ cái Latinh       | Bảng chữ cái Latinh       | Bảng chữ cái Latinh       | Bảng chữ cái Latinh       | Bảng chữ cái Latinh       | Bảng chữ cái Latinh       | Bảng chữ cái Latinh       | Bảng chữ cái Latinh       | Bảng chữ cái Latinh       | Bảng chữ cái Latinh       | Bảng chữ cái Latinh       | Bảng chữ cái Latinh       | Bảng chữ cái Latinh       | Bảng chữ cái Latinh       | Bảng chữ cái Latinh       | Bảng chữ cái Latinh       | Bảng chữ cái Latinh       | Bảng chữ cái Latinh       | Bảng chữ cái Latinh       | Bảng chữ cái Latinh       | Bảng chữ cái Latinh       | Bảng chữ cái Latinh       | Bảng chữ cái Latinh       | Bảng chữ cái Latinh       | Bảng chữ cái Latinh       | Bảng chữ cái Latinh       | Bảng chữ cái Latinh       |
| Bảng chữ cái chữ Quốc ngữ                                                                   | Bảng chữ cái chữ Quốc ngữ | Bảng chữ cái chữ Quốc ngữ | Bảng chữ cái chữ Quốc ngữ | Bảng chữ cái chữ Quốc ngữ | Bảng chữ cái chữ Quốc ngữ | Bảng chữ cái chữ Quốc ngữ | Bảng chữ cái chữ Quốc ngữ | Bảng chữ cái chữ Quốc ngữ | Bảng chữ cái chữ Quốc ngữ | Bảng chữ cái chữ Quốc ngữ | Bảng chữ cái chữ Quốc ngữ | Bảng chữ cái chữ Quốc ngữ | Bảng chữ cái chữ Quốc ngữ | Bảng chữ cái chữ Quốc ngữ | Bảng chữ cái chữ Quốc ngữ | Bảng chữ cái chữ Quốc ngữ | Bảng chữ cái chữ Quốc ngữ | Bảng chữ cái chữ Quốc ngữ | Bảng chữ cái chữ Quốc ngữ | Bảng chữ cái chữ Quốc ngữ | Bảng chữ cái chữ Quốc ngữ | Bảng chữ cái chữ Quốc ngữ | Bảng chữ cái chữ Quốc ngữ | Bảng chữ cái chữ Quốc ngữ | Bảng chữ cái chữ Quốc ngữ | Bảng chữ cái chữ Quốc ngữ | Bảng chữ cái chữ Quốc ngữ | Bảng chữ cái chữ Quốc ngữ | Bảng chữ cái chữ Quốc ngữ | Bảng chữ cái chữ Quốc ngữ | Bảng chữ cái chữ Quốc ngữ | Bảng chữ cái chữ Quốc ngữ |
| ------------------------------------------------------------------------------------------- | ------------------------- | ------------------------- | ------------------------- | ------------------------- | ------------------------- | ------------------------- | ------------------------- | ------------------------- | ------------------------- | ------------------------- | ------------------------- | ------------------------- | ------------------------- | ------------------------- | ------------------------- | ------------------------- | ------------------------- | ------------------------- | ------------------------- | ------------------------- | ------------------------- | ------------------------- | ------------------------- | ------------------------- | ------------------------- | ------------------------- | ------------------------- | ------------------------- | ------------------------- | ------------------------- | ------------------------- | ------------------------- |
| Aa                                                                                          | Ăă                        | Ââ                        | Bb                        | Cc                        | Dd                        | Đđ                        | Ee                        | Êê                        |                           | Gg                        | Hh                        | Ii                        |                           | Kk                        | Ll                        | Mm                        | Nn                        | Oo                        | Ôô                        | Ơơ                        | Pp                        | Qq                        | Rr                        | Ss                        | Tt                        | Uu                        | Ưư                        | Vv                        |                           | Xx                        | Yy                        |                           |
| Bảng chữ cái Latinh cơ bản của ISO                                                          |                           |                           |                           |                           |                           |                           |                           |                           |                           |                           |                           |                           |                           |                           |                           |                           |                           |                           |                           |                           |                           |                           |                           |                           |                           |                           |                           |                           |                           |                           |                           |                           |
| Aa                                                                                          |                           |                           | Bb                        | Cc                        | Dd                        |                           | Ee                        |                           | Ff                        | Gg                        | Hh                        | Ii                        | Jj                        | Kk                        | Ll                        | Mm                        | Nn                        | Oo                        |                           |                           | Pp                        | Qq                        | Rr                        | Ss                        | Tt                        | Uu                        |                           | Vv                        | Ww                        | Xx                        | Yy                        | Zz                        |
| Chữ R với các dấu phụ                                                                       |                           |                           |                           |                           |                           |                           |                           |                           |                           |                           |                           |                           |                           |                           |                           |                           |                           |                           |                           |                           |                           |                           |                           |                           |                           |                           |                           |                           |                           |                           |                           |                           |
| Ŕŕ                                                                                          | Řř                        | Ṙṙ                        | Ŗŗ                        | Ȑȑ                        | Ȓȓ                        | Ṛṛ                        | Ṝṝ                        | Ṟṟ                        | Ɍɍ                        | Ɽɽ                        | ᵲ                         | ᶉ                         | ɼ                         | ɾ                         | ᵳ                         |                           |                           |                           |                           |                           |                           |                           |                           |                           |                           |                           |                           |                           |                           |                           |                           |                           |
| Ghép hai chữ cái                                                                            |                           |                           |                           |                           |                           |                           |                           |                           |                           |                           |                           |                           |                           |                           |                           |                           |                           |                           |                           |                           |                           |                           |                           |                           |                           |                           |                           |                           |                           |                           |                           |                           |
| Ra                                                                                          | Ră                        | Râ                        | Rb                        | Rc                        | Rd                        | Rđ                        | Re                        | Rê                        | Rf                        | Rg                        | Rh                        | Ri                        | Rj                        | Rk                        | Rl                        | Rm                        | Rn                        | Ro                        | Rô                        | Rơ                        | Rp                        | Rq                        | Rr                        | Rs                        | Rt                        | Ru                        | Rư                        | Rv                        | Rw                        | Rx                        | Ry                        | Rz                        |
| RA                                                                                          | RĂ                        | RÂ                        | RB                        | RC                        | RD                        | RĐ                        | RE                        | RÊ                        | RF                        | RG                        | RH                        | RI                        | RJ                        | RK                        | RL                        | RM                        | RN                        | RO                        | RÔ                        | RƠ                        | RP                        | RQ                        | RR                        | RS                        | RT                        | RU                        | RƯ                        | RV                        | RW                        | RX                        | RY                        | RZ                        |
| aR                                                                                          | ăR                        | âR                        | bR                        | cR                        | dR                        | đR                        | eR                        | êR                        | fR                        | gR                        | hR                        | iR                        | jR                        | kR                        | lR                        | mR                        | nR                        | oR                        | ôR                        | ơR                        | pR                        | qR                        | rR                        | sR                        | tR                        | uR                        | ưR                        | vR                        | wR                        | xR                        | yR                        | zR                        |
| AR                                                                                          | ĂR                        | ÂR                        | BR                        | CR                        | DR                        | ĐR                        | ER                        | ÊR                        | FR                        | GR                        | HR                        | IR                        | JR                        | KR                        | LR                        | MR                        | NR                        | OR                        | ÔR                        | ƠR                        | PR                        | QR                        | RR                        | SR                        | TR                        | UR                        | ƯR                        | VR                        | WR                        | XR                        | YR                        | ZR                        |
| Ghép chữ R với số hoặc số với chữ R                                                         |                           |                           |                           |                           |                           |                           |                           |                           |                           |                           |                           |                           |                           |                           |                           |                           |                           |                           |                           |                           |                           |                           |                           |                           |                           |                           |                           |                           |                           |                           |                           |                           |
|                                                                                             |                           |                           |                           | R0                        | R1                        | R2                        | R3                        | R4                        | R5                        | R6                        | R7                        | R8                        | R9                        |                           |                           |                           |                           |                           | 0R                        | 1R                        | 2R                        | 3R                        | 4R                        | 5R                        | 6R                        | 7R                        | 8R                        | 9R                        |                           |                           |                           |                           |
| Xem thêm                                                                                    |                           |                           |                           |                           |                           |                           |                           |                           |                           |                           |                           |                           |                           |                           |                           |                           |                           |                           |                           |                           |                           |                           |                           |                           |                           |                           |                           |                           |                           |                           |                           |                           |
| Biến thể Chữ số Cổ tự học Danh sách các chữ cái Dấu câu Dấu phụ ISO/IEC 646 Lịch sử Unicode |                           |                           |                           |                           |                           |                           |                           |                           |                           |                           |                           |                           |                           |                           |                           |                           |                           |                           |                           |                           |                           |                           |                           |                           |                           |                           |                           |                           |                           |                           |                           |                           |